# Birmingham (Alabama)
Birmingham város az Amerikai Egyesült Államok Alabama államában. Jefferson megye székhelye, az állam legnépesebb városa. Lakossága 212 237 fő. Székesfehérvár testvérvárosa. Birmingham 1871-ben jött létre, az amerikai polgárháború utáni időszakban. Ebben az időszakban egy mezőgazdasági város volt. Az 1960-as évek végére Birmingham a déli területek ipari központjává vált. Birmingham a nevét az Egyesült Királyság korábbi ipari központjáról, Birminghamről kapta. A déli területek két legfontosabb városa Birmingham és Atlanta volt az 1860-as évektől kezdődően. A város gazdasága változatos volt a huszadik század második felében. Bár a feldolgozóipar fenntartja erős jelenlétét Birminghamben, más vállalkozások és iparágak, mint a banki, távközlési, közlekedési, elektromos erőátvitel, orvosi ellátási, főiskolai oktatási, és a biztosítási szolgáltatások is emelkedtek a városban.

## Közlekedés
Itt található a CSX Transportation vasúttársaság Boyles Yard nevű rendezőpályaudvara.